# Werner von Blomberg
Werner von Blomberg (Stargard, 2 settembre 1878 – Norimberga, 22 marzo 1946) è stato un generale e politico tedesco.
Ufficiale di alto grado nella Wehrmacht, fu anche, nel 1935, il primo feldmaresciallo nominato da Adolf Hitler.  Blomberg ricoprì, tra il 1933 e il 1938, l'incarico di ministro della difesa e, successivamente, ministro della guerra nel governo della Germania nazista. Si dimise da ogni incarico successivamente allo scandalo Fritsch-Blomberg.

## Biografia
Von Blomberg nacque a Stargard nel 1878; all'età di diciannove anni fu allievo ufficiale del 74º Reggimento fucilieri di stanza ad Hannover. Allo scoppio della prima guerra mondiale deteneva il grado di capitano dello stato maggiore della 19ª Divisione di riserva; passato al grado di maggiore nel 1917 venne trasferito al comando della 7ª Armata alla cui guida, prima della fine della guerra, si guadagnò una croce al merito.
Conclusasi la Grande guerra restò nell'esercito a capo della sezione perfezionamento fino al 1926 collaborando con il generale von Seeckt per la ricostruzione della Reichswehr. Partecipò a numerose missioni in Unione Sovietica, Stati Uniti e diverse nazioni europee grazie alle sue straordinarie doti di comando, che lo portarono, nel gennaio del 1933 mentre si trovava a Ginevra come delegato tedesco alla conferenza del disarmo, ad essere richiamato a Berlino per entrare a far parte del governo Hitler, con von Papen ministro della difesa.
Diede il via alla ricostruzione dell'esercito appoggiando Hitler quando, il 30 giugno 1934, vennero sconfessate le Sturmabteilung di Ernst Röhm, mossa che gli permise, nel 1935, di ampliare l'esercito e trasformare il suo ministero della difesa in ministero della guerra e iniziare la produzione intensiva degli armamenti. Il 20 aprile 1935 venne nominato Feldmaresciallo assieme alla nomina di Werner von Fritsch a capo di stato maggiore della Wehrmacht.
Appoggiò sempre i progetti di Hitler mantenendo il pieno controllo sulla Wehrmacht fino a che lo scandalo Fritsch-Blomberg nel 1938 lo costrinse ad abbandonare la vita militare. Si innamorò, infatti, della sua segretaria Erna Gruhn e la sposò con il benestare di Hermann Göring il 13 gennaio 1938, avendo come testimoni Hitler e lo stesso Göring; ma mentre era in Italia per trascorrere la luna di miele, la polizia tedesca scovò nei propri archivi un dossier dal quale risultava che Erna Gruhn in passato aveva esercitato la prostituzione. Il dossier fu esaminato da Göring in persona che, provata la fondatezza dell'accusa, lo indusse a dare le dimissioni. In seguito si scoprì che si era trattato di un complotto organizzato dalle SS per far scomparire il maresciallo dalla scena.
Nel corso della seconda guerra mondiale non ebbe alcun incarico. Arrestato alla fine della guerra fu processato a Norimberga. Morì a Norimberga all'età di 67 anni.